# Schrankia intermedialis
Schrankia intermedialis là một loài bướm đêm trong họ Erebidae.